# Silkeborg Sanatorium
Silkeborg Sanatorium var et tuberkulosesanatorium i det sydlige Silkeborg, nær Vejlsø, der blev opført i 1903 under ledelse af overlæge Sophus Bang. Sanatoriet lukkede i 1959, blev overtaget af Åndssvageforsorgen og ændrede navn til Vejlsøhus. 
I dag huser bygningerne Vejlsøhus Hotel og Konferencecenter. Kunstmaleren Asger Jorn var indlagt på sanatoriet fra 1952-1953